# Polsino

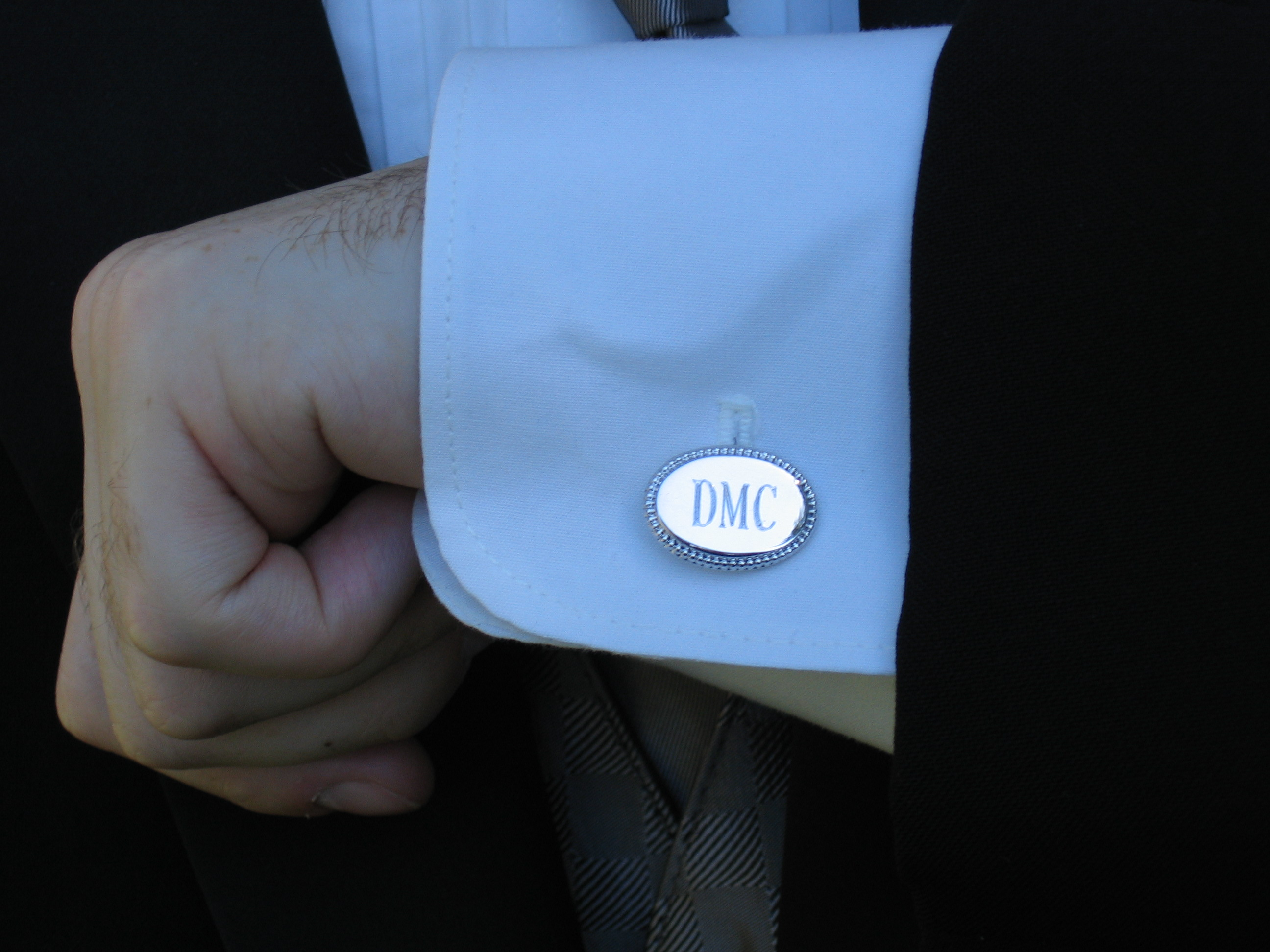
Polsino chiuso con un gemello

Il polsino è la parte terminale della manica che avvolge il polso.
Così come il colletto, il polsino è realizzato nello stesso materiale della manica o del resto del vestito. Nelle camicie e nelle giacche esso è reso più rigido rispetto al resto della manica, in modo da mantenere la propria forma. Nelle maglie e nelle T-Shirt a maniche lunghe, invece è spesso realizzato in materiale elastico, per stringersi intorno al polso.